# 陈氏锡叶吸虫
陈氏锡叶吸虫（学名：Ceylonocotyle cheni）为同盘科锡叶属的动物。在中国大陆，分布于福建、江西、广东等地，营寄生生活，宿主水牛以及黄牛。